# Genpact
Genpact Limited ist ein global tätiges Dienstleistungsunternehmen für Professional-Services. Das Unternehmen hat seinen juristischem Sitz in Hamilton (Bermuda) und ist an der New York Stock Exchange (NYSE:G) notiert.
Die Hauptverwaltung befindet sich in New York City, New York, beschäftigt 109.600 Mitarbeiter in mehr als 30 Länder. Der Umsatzerlös im Jahr 2021 betrug 3,71 Mrd. US-Dollar.

## Geschichte

### Gründung und frühes Wachstum (1997–2004)
Genpact Limited wurde 1997 als ein Geschäftsbereich von General Electric (GE) unter der damaligen Firmierung GE Capital International Services (GECIS) in Neu-Delhi gegründet. Zu Beginn waren unter dem damaligen CEO Pramod Bhasin 20 Mitarbeiter beschäftigt und die Zielsetzung lag in der Bereitstellung von Geschäftsprozessdiensten für verschiedene Unternehmens- und Geschäftsbereiche von GE.
In den folgenden acht Jahren wuchs das Unternehmen schnell, beschäftigte im Jahr 2001 bereits rund 12.000 Mitarbeiter und hatte das Management eines breiten Spektrums von Prozessen innerhalb der Finanzdienstleistungs- und Fertigungsunternehmen von GE übernommen. 2004 überwachte GECIS rund 700 Geschäftsprozesse für General Electric, die von den USA nach Indien verlagert worden waren, und erwirtschaftete damit einen Umsatz von 426 Millionen US-Dollar.

### Abkopplung von General Electric, Börsengang und Entwicklung (2005–2009)
Im Januar 2005 wurde GECIS ein unabhängiges Unternehmen um Kunden außerhalb von GE bedienen zu können. Im Zuge dieser Umstellung änderte das Unternehmen seinen Namen in Genpact, was für den englischen Slogan „Generating Business Impact“ steht. Im selben Jahr erwirtschaftete das Unternehmen mit 19.000 Mitarbeitern einen Umsatz von 491 Millionen US-Dollar, wobei 15 % des Umsatzes von neuen Kunden außerhalb von GE stammten.

Im August 2007 wurde Genpact zu einem börsenorientierten Unternehmen an der New York Stock Exchange (NYSE) und ist dort seitdem unter dem Symbol 'G' notiert. Im folgenden Jahr überschritt das Unternehmen erstmals die Umsatzgrenze von 1 Milliarde US-Dollar, wobei 53 % des Umsatzes von neuen Kunden stammten. 

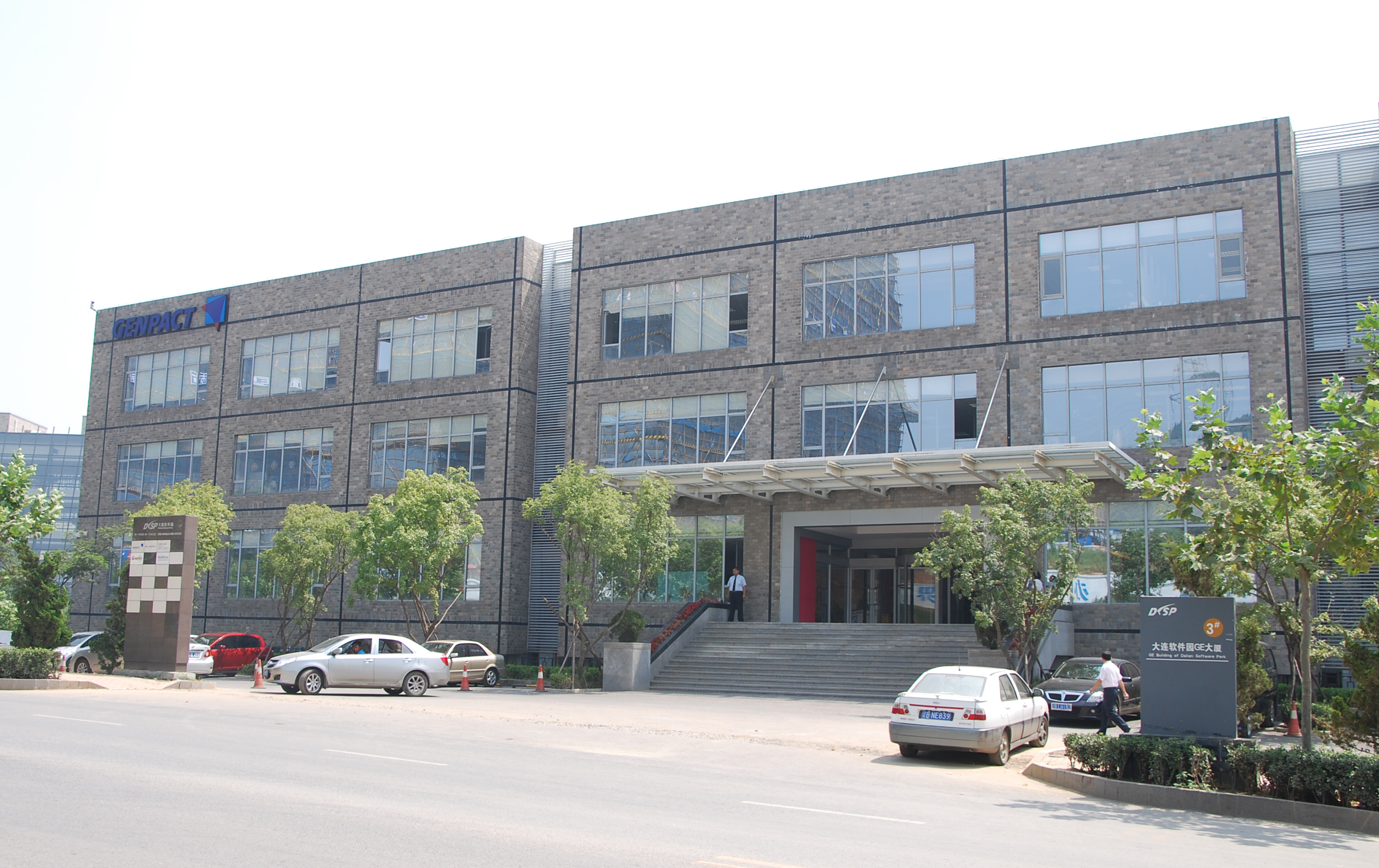
Genpact-Gebäude in Dalian, China (2009)

Von 2007 bis 2010 wurde Genpact zunehmend globaler, vergrößerte seine Mitarbeiterzahl und eröffnete neben den USA in weiteren sechs Ländern Standorte, darunter Indien, den Philippinen, Mexiko und China.

### Weitere Internationalisierung (2010–2019)
Ab 2010 begann Genpact seine Aktivitäten und Präsenz zunehmend auch auf Europa und die USA zu konzentrieren. Im Rahmen dieser Verlagerung in den Westen verlegte das Unternehmen seinen Hauptsitz nach New York City. Auch Pramod Bhasin, der das Unternehmen als Geschäftsführer von einer kleinen GE-Geschäftseinheit zu Indiens größtem Business Process Outsourcing Unternehmen entwickelt hatte, trat 2011 im Zuge der Entwicklungen bei Genpact als CEO zurück. Sein Nachfolger wurde am 17. Juni 2011 NV „Tiger“ Tyagarajan, der in den Verwaltungsrat berufen und zum neuen Präsidenten und Chief Executive Officer (CEO) von Genpact ernannt wurde.
Im Oktober 2012 wurde Bain Capital zum größten Anteilseigner des Unternehmens, indem es 30 % an Genpact erwarb.
In Deutschland ist Genpact seit 2018 tätig und hat seinen Hauptsitz in München. Der Sitz in Deutschland ist durch die Übernahme von der 1994 gegründeten Unternehmensberatung Barkawi Management Consultants entstanden, welche vor allem auf Kundenservice und Supply Chain Management spezialisiert ist.
Seit 2019 ist Genpact offizieller Partner des Formel-E-Teams Envision Virgin Racing. Das Unternehmen unterstützt das Rennsportteam u. a. mithilfe einer KI-basierten Software zur besseren Analyse von Renndaten.

### Aktuelle Entwicklungen (seit 2020)
2020 lag der Umsatz von Genpact bei 3,7 Mrd. USD und das Unternehmen beschäftigte mehr als 90.000 Mitarbeiter in mehr als 30 Ländern.
Im September 2020 beauftragte die britische Regulierungsbehörde für Arzneimittel und Gesundheitsprodukte (MHRA) Genpact mit der Herstellung einer KI-basierten Software zur Erfassung Nebenwirkungsmeldungen der COVID-19-Impfstoffe. Eine Ausweitung des Auftrages wurde im Januar 2022 angekündigt.
Am 4. August 2021 startete Genpact in London eine Kampagne gegen den Klimawandel. Ein Formel-E Rennwagen aus Eis wurde aufgestellt und die Öffentlichkeit konnte bei der Schmelzrate des 7 Tonnen schweren Eisblockes mitraten. Die dabei generierten Gelder wurden verwendet, um das Artic Ice Projekt zu unterstützen.
Während des COVID-19-Ausbruchs machte Genpact seine interne Lern- und Weiterbildungsplattform „Genome“ öffentlich zugänglich. Das Unternehmen startete auch ein Programm mit dem Namen „Rise Together“, das Menschen aus Gemeinden unterstütze, deren Familien von COVID-19 stark betroffen waren. Im selben Jahr, 2021, erweiterte das Unternehmen seine Aktivitäten in Deutschland und wurde in den S&P 400 Mid-Cap Index aufgenommen.
Genpact wurde im Jahr 2022 in den Bloomberg Gender Equality Index aufgenommen.

### Akquisitionsgeschichte
- April 2016: Endeavour Software Technologies, Software[13]
- August 2017: TandemSeven, Design und UX
- September 2017: OnSource, Inspection-as-a-Service (IaaS) Software
- Juni 2018: Commonwealth Informatics, Medizinische Software
- Juli 2018: Barkawi Management Consultants, Unternehmensberatung[4]
- Januar 2019: riskCanvas, Software
- Oktober 2019, Rightpoint, digitales Beratungsunternehmen
- Januar 2021: Enquero, ein Datentechnik- und Analyseunternehmen

## Unternehmen

### Management
Genpact wird von einem globalen Führungsteam geleitet, das aus 14 Mitgliedern besteht. Präsident und Chief Executive Officer ist seit Juni 2011 Nallicheri Vaidyanathan Tyagarajan. Der Vorstand von Genpact besteht aus 10 Mitgliedern. Vorsitzender ist Jim Madden, der dem Vorstand seit 2005 angehört.

### Struktur
Genpact ist nach eigenen Angaben international in vier Bereichen strukturiert und in mehr als 30 Ländern vertreten:
- Indien
- Nord- und Südamerika: Canada, USA, Mexico, Guatemala, Costa Rica, Brasilien
- Asien-Pazifik: Indien, China, Japan, Philippinen, Malaysien, Singapore, Australien
- EMEA: Niederlande, England, Frankreich, Portugal, Italien, Ägypten, Südafrika, Deutschland, Polen, Slowenien, Romänien, Israel

Indien ist derzeit der größte Markt für Genpact, gefolgt von Nord- und Südamerika, Asien-Pazifik und EMEA:
| Umsatz nach Region (in Millionen) | 2020     | 2020   | 2021     | 2021   |
| Indien                            | $1851.35 | 50,0 % | $2022.12 | 50,3 % |
| Nord und Südamerika               | $1007.64 | 27,1 % | $1011.76 | 25,2 % |
| Asien-Pazifik                     | $461.84  | 12,4 % | $536.60  | 13,3 % |
| Europa-Arabien-Afrika             | $388.56  | 10,5 % | $451.73  | 11,2 % |

### Finanzen
Seit dem Börsengang im Jahr 2007 hat Genpact seinen Umsatz von 823 Millionen US-Dollar auf 4 Milliarden US-Dollar im Jahr 2021 gesteigert. Die folgende Liste gibt einen Überblick über die wichtigsten Finanzergebnisse der letzten Jahre:
| Data                  | 2017   | 2018   | 2019   | 2020   | 2021   |
| Umsatz (in Millionen) | $2.737 | $3.001 | $3.521 | $3.709 | $4.022 |
| Profit (in Millionen) | $1.053 | $1.079 | $1.226 | $1.291 | $1.432 |

## Produkte und Dienstleistungen
Genpact betreibt weltweit Shared Service Center und arbeitet als Beratungs- und Dienstleistungsunternehmen mit einem Schwerpunkt im Bereich Digitalisierung.

### Kunden und Unternehmensbereiche
Nach Angaben des Unternehmens nehmen mehr als 700 Kunden auf der ganzen Welt die Services von Genpact in Anspruch. Zu den Kunden gehören neben General Electric, das im Jahr 2021 9 % des Umsatzes von Genpact ausmachte, weitere Unternehmen wie Astellas, Aon, AXA, Bayer, Coca Cola, Dentsu, Heineken, Hitachi, Konica Minolta, Mondelez, Novartis und Santander.
Die Kunden des Unternehmens stammen aus den Bereichen High Tech, Herstellung & Dienstleistungen, Konsumgüter, Einzelhandel, Gesundheitswesen, sowie Banken und Versicherungen. Bedient werden Unternehmensbereiche wie Einkauf und Buchhaltung, Lieferketten, Logistik, Vertrieb, Risikomanagement & Compliance, Kundendienst, Leasing, Versicherungen, Regulatorik sowie IT-Sicherheit.

### Digitalisierung
Genpact hat bei seinen Dienstleistungen einen Schwerpunkt im Bereich digitaler Prozesse. Das Unternehmen berät Firmen dabei die eigene Digitalisierung zu gestalten und umzusetzen. Dazu hat Genpact in den letzten Jahren im Besonderen zwei digitale Plattformen entwickelt:
- Genpact Cora: Im Juni 2017 kündigte das Unternehmen Genpact Cora an, eine auf künstlicher Intelligenz (KI) basierende Plattform für Unternehmen.[26] Die Plattform verfügt über eine Anwendungsprogrammschnittstelle (API) und eine offene Programmierarchitektur, die sowohl von Genpact entwickelte als auch Anwendungen anderer Anbieter einschließt. Zu den angegebenen Vorteilen der Plattform gehören die Entschlüsselung großer Datenmengen, ein eingebundener Kundenservice, eine schnellere Finanzberichterstattung und eine höhere Markteinführungsgeschwindigkeit.[27]
- Genome: Genpact Genome ist eine digitale Lernplattform, mit welcher Kunden von Genpact ihre Mitarbeiter in den Bereichen Industrie, Digital, Beratung und bei der (Weiter-)Entwicklung von fachlichen Kompetenzen schulen können.[11][28]